# گنبد پیازی

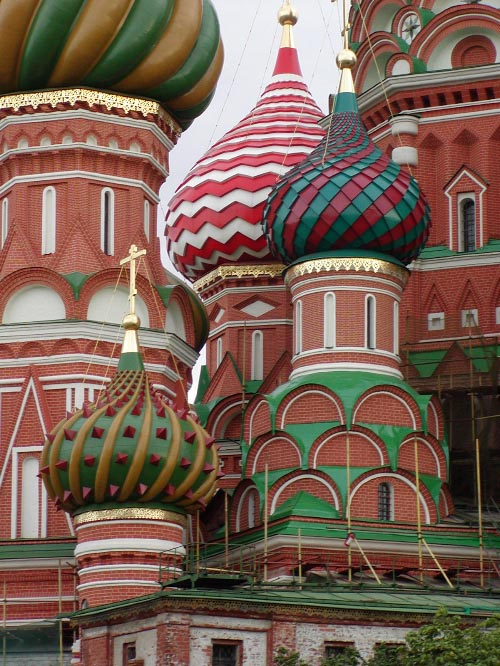
گنبدهای پیازی کلیسای سنت باسیل مسکو.

در معماری کلیساهای ارتدکس روسی، گنبدی به‌شکل پیاز که نوک تیزی دارد و به‌عنوان سازه بام روی برج کلیسا ساخته می‌شود را گنبد پیازی می‌گویند.
گنبد پیازی گنبدی است که همانطور که از اسمش مشخص است شکلی شبیه به پیاز دارد، این گونه گنبدها اغلب در قطر اندازه‌ای بزرگتر از ساق گنبد (درام/drum) دارند و ارتفاع آنها از عرضشان بیشتر است. این مخروط پیازی ساختاری نرم به سمت یک نقطه (اوج) دارد.
گنبد پیازی شکل غالب کلیساهای کاتولیک در روسیه را دارد، علاوه برآن در آلمان و بایرن به وفور وجود داشته همینطور می‌توان آنرا در سراسر اتریش، هند، مغولستان، اروپای شرقی، خاورمیانه و آسیای میانه یافت. انواع دیگر گنبدهای ارتدکس گنبد کلاه ایمنی (برای مثال، کلیسای سنت سوفیا در نووگورود و کلیسای فرض در ولادیمیر) اوکراین گنبدهای گلابی (کلیسای سنت سوفیا را در کیف)، گنبد باروک و جوانه (کلیسای سنت اندرو در کیف) را در خود جای داده.

## نگارخانه

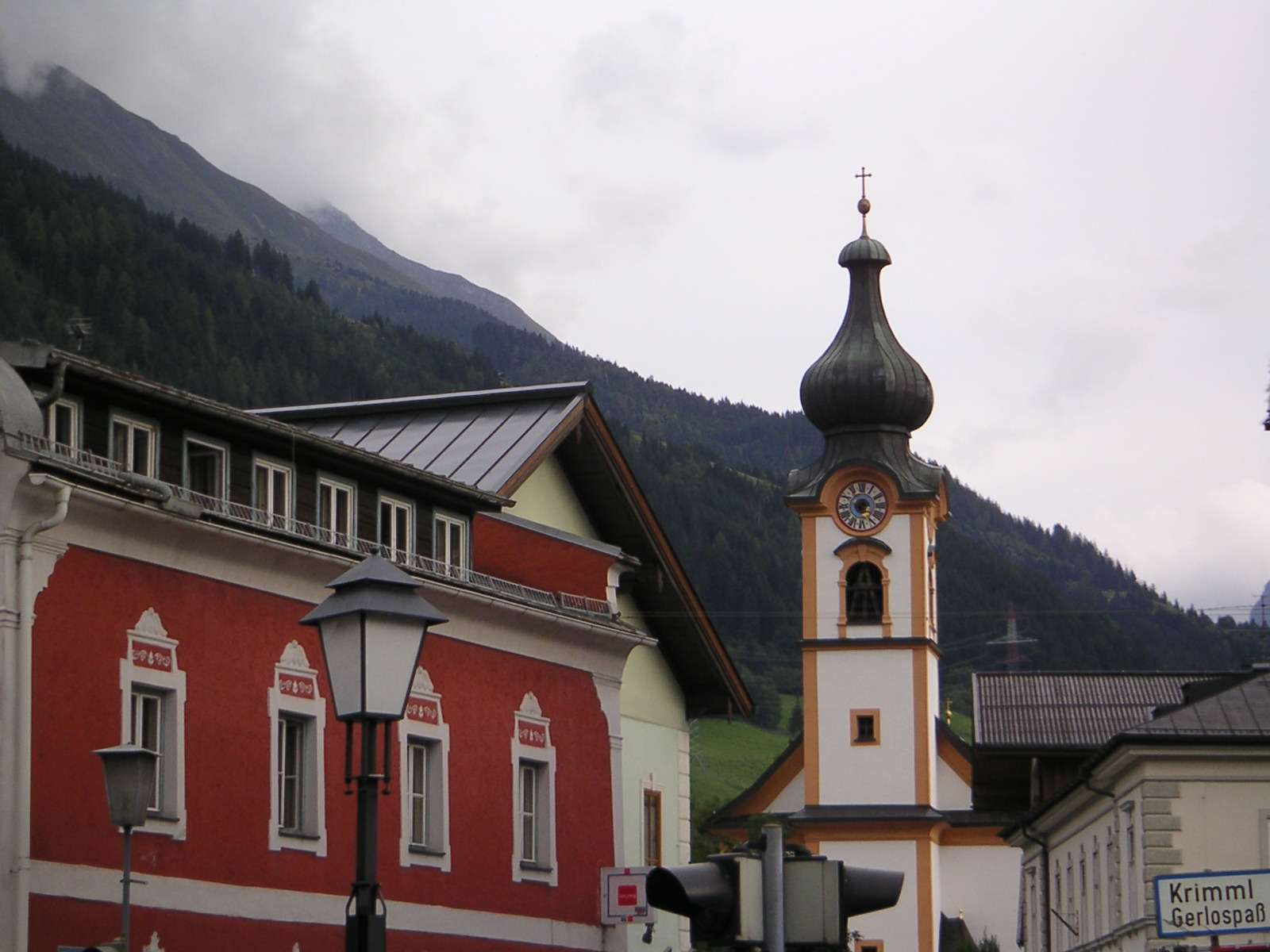
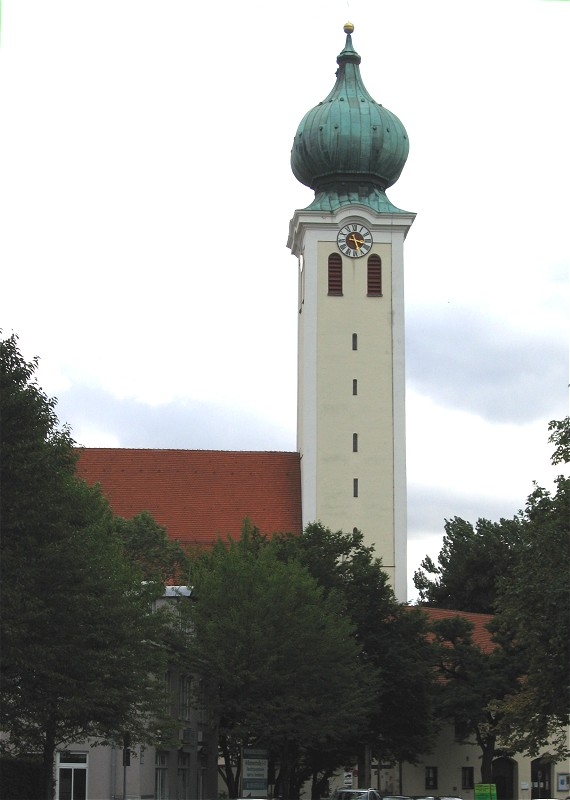
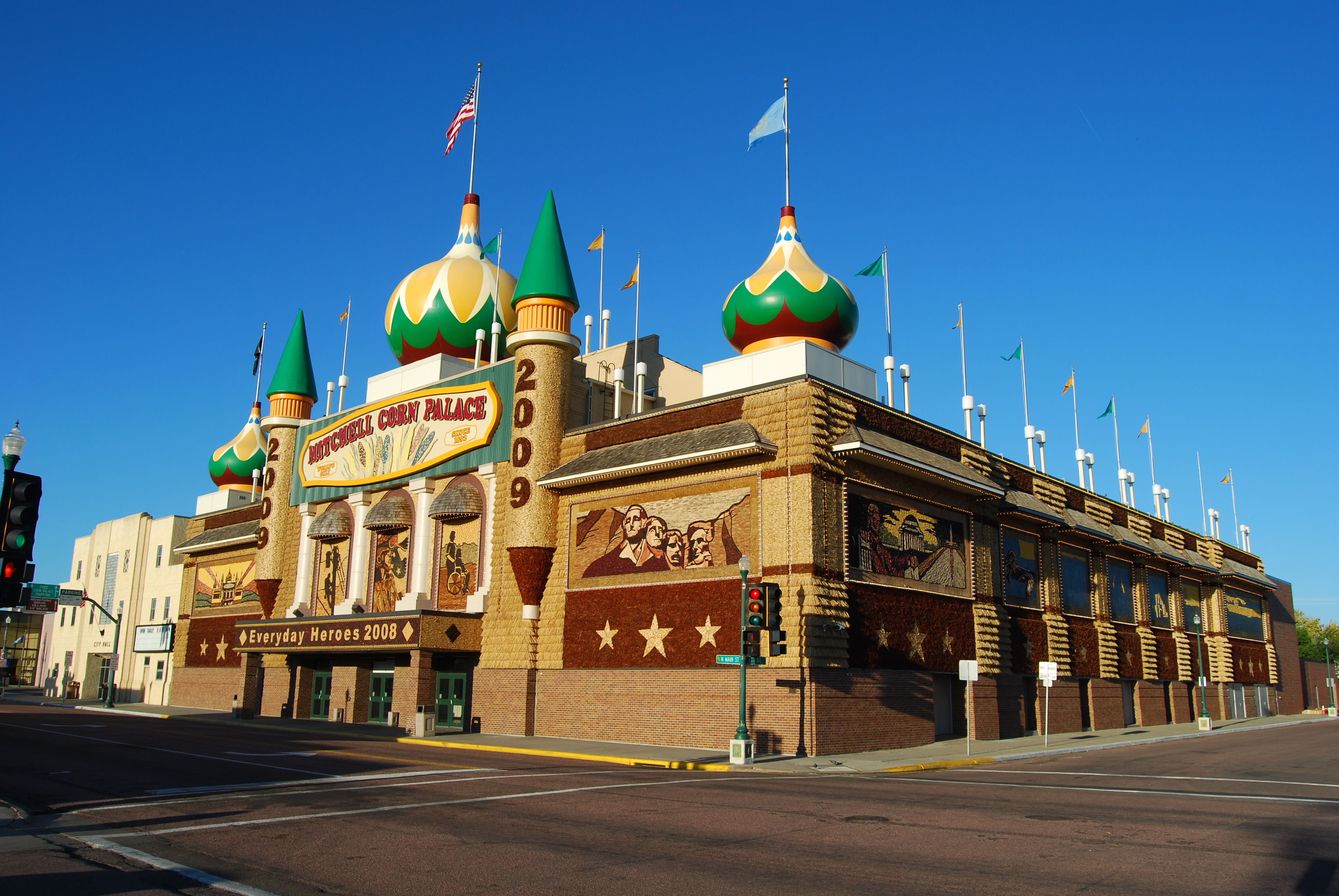
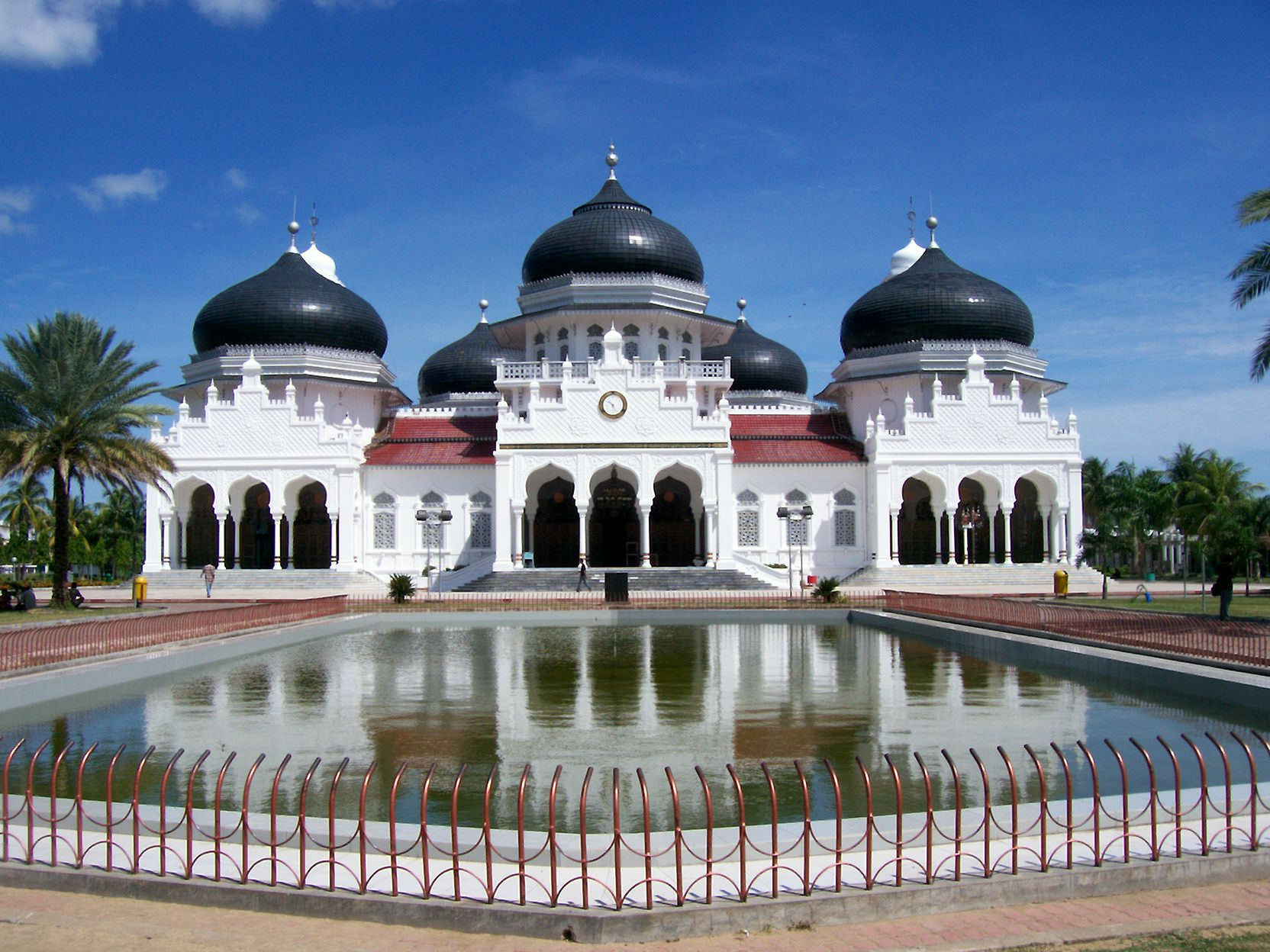
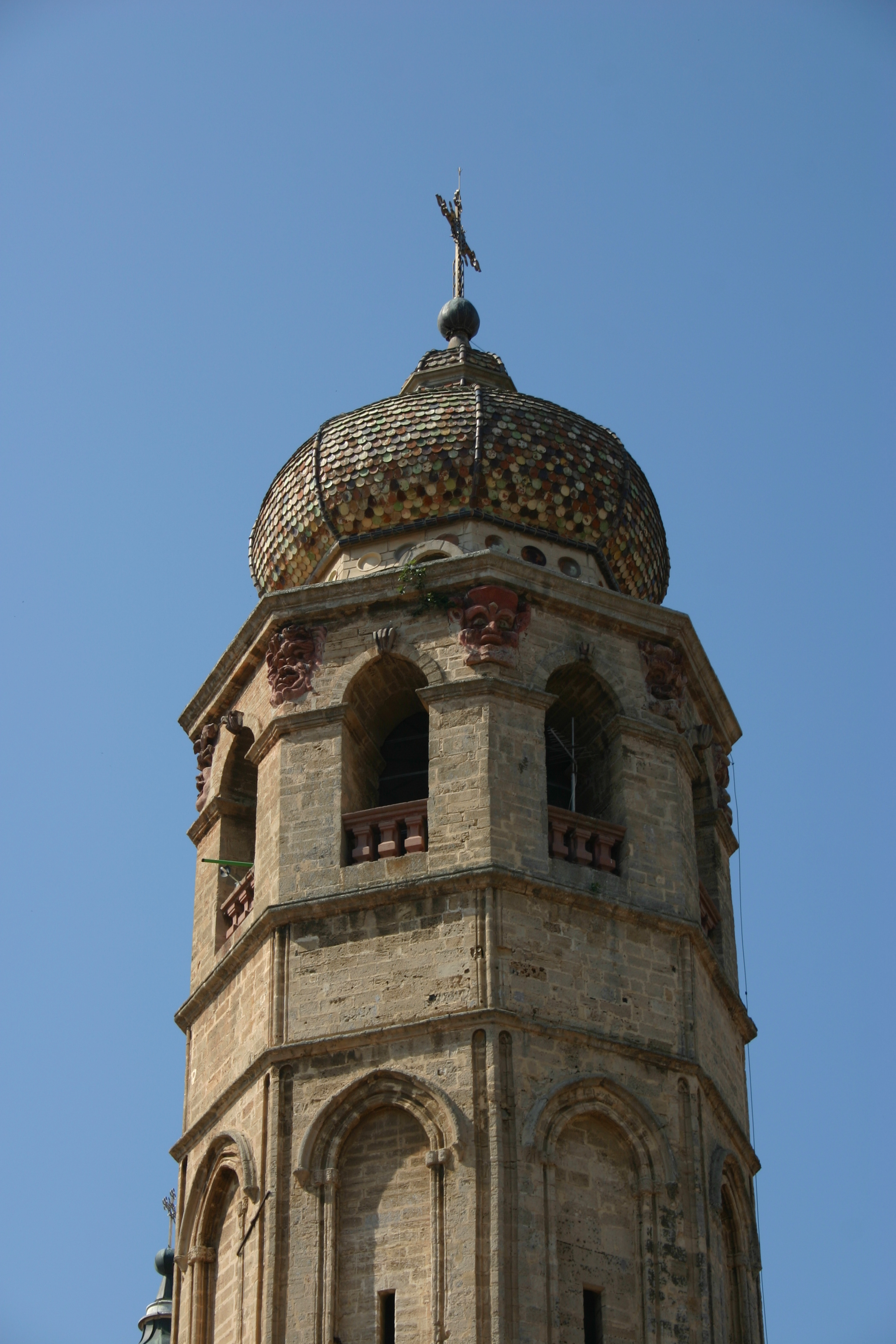